# (16592) 1992 TM1
(16592) 1992 TM1 là một tiểu hành tinh vành đai chính. Nó được phát hiện bởi Henry E. Holt ở Đài thiên văn Palomar ở Quận San Diego, California, ngày 3 tháng 10 năm 1992.